# Francis Sparks
Francis Sparks, né le 4 juillet 1855 à Billericay (Angleterre) et mort le 13 février 1934 à Romford (Angleterre), est un footballeur anglais, qui évoluait au poste d'attaquant aux Clapham Rovers et en équipe d'Angleterre.
Sparks a marqué trois buts lors de ses trois sélections avec l'équipe d'Angleterre entre 1879 et 1880.

## Carrière de joueur
- 1873 : St.Albans Pilgrims
- 1873 : Brondesbury
- 1876-1878 : Upton Park
- 1878-1879 : Clapham Rovers
- 1879 : Hertfordshire Rangers
- 1880 : Clapham Rovers
- : Wanderers FC [1]

## Palmarès

### En équipe nationale
- 3 sélections et 3 buts avec l'équipe d'Angleterre entre 1879 et 1880.

### Avec Clapham Rovers
- Vainqueur de la Coupe d'Angleterre de football en 1880.